# Čoh
Čoh je priimek v Sloveniji, ki ga je po podatkih Statističnega urada Republike Slovenije na dan 1. januarja 2010 uporabljalo 176 oseb in je med vsemi priimki po pogostosti uporabe uvrščen na 2.483. mesto.

## Znani nosilci priimka
- Mateja Čoh Kladnik (*1974), zgodovinarka
- Milan Čoh (*1953), kineziolog (atletika)
- Zvonko Čoh (*1956), ilustrator in avtor animiranih filmov